# Belinda Kazeem-Kamiński
Belinda Kazeem-Kamiński (geboren 1980 in Wien) ist eine österreichische Künstlerin, Autorin und Wissenschaftlerin. Sie arbeitet mit unterschiedlichen Medien wie Fotografie und Video und verfolgt einen interdisziplinären Ansatz, der postkoloniale und schwarze feministische Theorie mit visueller Praxis verbindet. Ihre Arbeiten wurden mehrfach ausgezeichnet.

## Leben und Wirken
Belinda Kazeem-Kamiński wurde 1980 in Wien geboren. Von Oktober 2015 bis April 2021 war sie Doktorandin an der Akademie der bildenden Künste Wien, wo sie lehrte und am Projekt „The Non-Human. The Believer. The Alien – Unsettling Innocence“ arbeitete. In dem von der Österreichischen Akademie der Wissenschaften mit einem Doc-Stipendium geförderten Projekt beschäftigte sie sich mit den Auswirkungen von Versklavung und Kolonialismus in Österreich. Für ihre Dissertation Fleshbacks & H(a)untings. Notes on Research, Blackness, Empaths, and the Destruction of the World As We Know It bekam sie 2020/21 den Würdigungspreis der Akademie der bildenden Künste Wien verliehen.
In ihrem Projekt „Naming what was once unnameable“, das 2016 mit dem Theodor-Körner-Preis ausgezeichnet wurde, beschäftigte sich Kazeem-Kamiński mit Diskriminierungserfahrungen schwarzer Frauen in einer weißen, deutschsprachigen Mehrheitsgesellschaft. Ihre zwischen Video, Performance, Sound und Text angesiedelte Arbeit The Letter wurde 2018 mit dem von der Stadt Wien geförderten Cathrin-Pichler-Preis ausgezeichnet. Darin befasst sie sich, ausgehend von einem offenen Brief der 1896 in einer Völkerschau in Wien ausgestellten Yaarborley Domeï, einer Frau aus Westafrika, mit der Zurschaustellung schwarzer Menschen in Österreich. In Ashantee, edited (2017–2021) setzt sie sich anhand der Prosaskizze Ashantee (1897) des österreichischen Schriftstellers Peter Altenberg ebenfalls mit einer Wiener Völkerschau auseinander. Sie zeigt, dass Altenbergs Beschreibungen seiner „wiederholten Beobachtungen und Kommunikationsversuche mit den westafrikanischen Darsteller*innen“ von „tiefgreifender Ignoranz, rassistischen Vorurteilen und pädophilen Tendenzen geprägt“ sind. In einer Fotoarbeit über den afroösterreichischen Kammerdiener Angelo Soliman beschäftigt sie sich mithilfe von Gegenständen wie einem Turban und Federn, die ihm zugeschrieben wurden, mit der musealen Zurschaustellung seines ausgestopften Leichnams im ehemaligen k.u.k. Hof- und Naturalienmuseum in Wien. Die Einbeziehung von Archivmaterial ist typisch für Kazeem-Kamińskis Schaffen. Ihre fotografischen Auseinandersetzungen „mit der Erforschung und Hinterfragung kolonialer Geschichte und deren Erbes“ wurden 2021 mit dem Camera-Austria-Preis für zeitgenössische Fotografie der Stadt Graz ausgezeichnet. Vom 22. Oktober 2021 bis zum 6. März 2022 widmete ihr die Kunsthalle Wien eine Einzelausstellung. Die dort gezeigten Arbeiten sind zwischen 2015 und 2021 entstanden und finden sich in dem erweiterten Katalog H(a)untings – Heim-Suchungen abgebildet und beschrieben.
2022 wurde Kazeem-Kamiński der ART X Prize der Guests. Artists. Space. (G. A. S.) Foundation in Lagos verliehen. Damit verbunden ist ein Aufenthalt in der Foundation und eine Ausstellung auf der Messe ART X Lagos. 2023 erhielt sie den Msgr. Otto Mauer Preis.

## Werke (Auswahl)
- In Remembrance to the Man Who Became Known as Angelo Soliman, (Ante Mortem) I & (Post Mortem) II, 2015 (Fotoarbeit)
- Unearthing. In Conversation, 2017 (Video)
- Schebestas Schatten, 2017/2021 (Fotoarbeit)
- Ashantee, edited, 2017–2021 (Künstler*innenbuch)
- The Letter, 2019 (Video)
- Fleshbacks, 2021 (Video)
- In Search of Red, Black, and Green, 2021 (Fotoserie)
- in Zusammenarbeit mit Baba Issaka: To let them know what we think about them, 2021 (Textil)
- In Remembrance to the Man Who Became Etched into History as „Der Aschanti an der Akademie“, 2021 (Installation)
- You are awaited, but never as equals, 2021 (Diashow)
- a breathing (Neonskulptur)

## Publikationen
- mit Charlotte Martinz-Turek und Nora Sternfeld (Hrsg.): Das Unbehagen im Museum. Postkoloniale Museologien, Turia + Kant 2009.
- Engaged Pedagogy: Antidiskriminatorisches Lehren und Lernen bei bell hooks, Zaglossus 2016.
- mit Natalie Bayer und Nora Sternfeld (Hrsg.): Kuratieren als antirassistische Praxis, De Gruyter 2017.
- Künstlerbeitrag in Camera Austria International 153, 2021, S. 7–18.
- H(a)untings – Heim-Suchungen, Sternberg Press 2023.

## Stipendien und Preise
- 2016 Theodor-Körner-Preis für das Projekt „Naming what was once unnameable“
- 2017 Doc-Stipendium der Österreichischen Akademie der Wissenschaften
- 2018 Cathrin-Pichler-Preis für das Projekt „The Letter“
- 2020/21 Würdigungspreis der Akademie der bildenden Künste Wien für wissenschaftliche Arbeiten
- 2021 Camera Austria-Preis für zeitgenössische Fotografie der Stadt Graz
- 2022/23 Art X Lagos Prize Africa / Diaspora Award

## Ausstellungen
- 2021–2022 Ana Hoffner ex-Prvulovic* & Belinda Kazeem-Kamiński, zwei Einzelausstellungen in der Kunsthalle Wien
- 2022 Seven Scenes (Camera Austria Graz); If a tree falls in the forest (Les Recontres d’Arles); Emplotment (Museum Ludwig Budapest)
- 2023 Ire (Blessings), Fotoserie, ART X Lagos, The Federal Palace
- 2024 Respire, Video- und Klanginstallation in Phileas – The Austrian Office for Contemporary Art, in Zusammenarbeit mit der 12. Liverpool Biennale